# Eindtoets Basisonderwijs
De Eindtoets Basisonderwijs is een verplichte toets voor alle leerlingen van groep 8 in Nederland. De toets geeft inzicht in wat de leerlingen op de basisschool hebben geleerd en welk type vervolgonderwijs bij een leerling past. Het meetresultaat van de Eindtoets Basisonderwijs geldt als 'second opinion' naast het schooladvies.
De Eindtoets Basisonderwijs verving in 2015 de voorheen gangbare, maar niet verplichte Cito-toets. Deze werd van 1970 tot en met 2014 veelvuldig afgenomen in het laatste jaar van de basisschool.
In 2022-2023 werd de toets voor het laatst afgenomen. Sinds 2024 maken leerlingen in groep 8 de doorstroomtoets. Deze toets vindt eerder in het jaar plaats, namelijk in februari en niet langer in april.

## Taal en rekenen
De eindtoets laat zien in welke mate leerlingen de referentieniveaus voor taal en rekenen beheersen. Ook toont de eindtoets aan welk type vervolgonderwijs bij een leerling past. De eindtoets is dus een hulpmiddel om vast te stellen of het basisonderwijs en het voortgezet onderwijs goed op elkaar aansluiten. De eindtoets is geen examen: leerlingen kunnen niet slagen of zakken voor de toets. De onderdelen taal en rekenen zijn verplicht, al kunnen scholen ervoor kiezen een derde onderdeel toe te laten.
Het resultaat op de eindtoets biedt de leerling een advies voor het best passende brugklastype: het toetsadvies. Dit is een onafhankelijk en objectief tweede gegeven naast het schooladvies. Het schooladvies wordt door de school voor de leerling vóór 1 maart opgesteld op basis van leerprestaties, aanleg en de ontwikkeling tijdens de hele basisschoolperiode. 

### Heroverweging
Als een leerling de eindtoets beter maakt dan verwacht, moet de basisschool het schooladvies heroverwegen. De basisschool is verantwoordelijk voor deze heroverweging en overlegt daarover bij voorkeur met de ouders/verzorgers. De heroverweging kan leiden tot een wijziging in het schooladvies, maar de school kan er ook voor kiezen om bij het oorspronkelijke schooladvies te blijven. Soms is het resultaat van de eindtoets juist minder goed dan verwacht. In dat geval mag de basisschool het schooladvies niet aanpassen.
Scholen voor voortgezet onderwijs (vo) mogen de toelating van leerlingen niet laten afhangen van het resultaat van de eindtoets. Het schooladvies is leidend.

## Verscheidene eindtoetsen
Er zijn verschillende aanbieders van de Eindtoets Basisonderwijs. De basisschool bepaalt zelf welke eindtoets door de leerlingen wordt gemaakt. Dit gebeurt in overleg met de medezeggenschapsraad. Scholen kunnen alleen kiezen voor een eindtoets die door de minister is toegelaten. Alle eindtoetsen worden kosteloos ter beschikking aan scholen gesteld. De school kiest voor één toetsaanbieder, zodat alle leerlingen (op alle locaties van de school) dezelfde toets maken. Scholen die onder hetzelfde bestuur vallen, hoeven niet allemaal voor dezelfde toets te kiezen.
Toetsen die de minister heeft goedgekeurd, worden voor een periode van 4 jaar toegelaten. Wel moet (een deel van) de inhoud ieder jaar anders zijn. Daarom vindt er jaarlijks een controle plaats. Zo is het ministerie er zeker van dat de inhoud van alle eindtoetsen altijd betrouwbaar is. Dat gebeurt op basis van Toetsbesluit PO en de Toetswijzer eindtoets PO. Hierin staan de eisen voor de inhoud en vorm waaraan elke eindtoets moet voldoen.
In 2022 kunnen scholen kiezen uit de volgende eindtoetsen:
- De Centrale Eindtoets van het College voor Toetsen en Examens (CvTE). Het CvTE is een zelfstandig bestuursorgaan van de overheid.
- De IEP-eindtoets
- De AMN-eindtoets
- ROUTE 8
- De Dia-eindtoets

Sinds 2024 wordt de doorstroomtoets afgenomen. Deze wordt aangeboden door zowel Cito als externe aanbieders. 

## Aangepaste versies eindtoets
Van elke eindtoets moeten er passende, aangepaste versies zijn voor leerlingen met een ondersteuningsbehoefte. Zo is er bijvoorbeeld een versie met grote letters voor slechtziende leerlingen. Of een versie met aanpassingen voor dyslectische leerlingen. Welke aangepaste versies worden aangeboden, kan per eindtoets verschillen.
De (directeur van de) school beslist of een leerling een aangepaste versie van de eindtoets krijgt. De school moet vooraf uitzoeken wat de leerling nodig heeft aan speciale ondersteuning. Hoe de school de eindtoets precies afneemt, kan per school verschillen. Ook de vorm van de toets kan anders zijn.